# Guapira brevipetiolata
Guapira brevipetiolata är en underblomsväxtart som först beskrevs av Anton Heimerl, och fick sitt nu gällande namn av Brother Alain. Guapira brevipetiolata ingår i släktet Guapira och familjen underblomsväxter. Inga underarter finns listade i Catalogue of Life.